# Bue Shpata

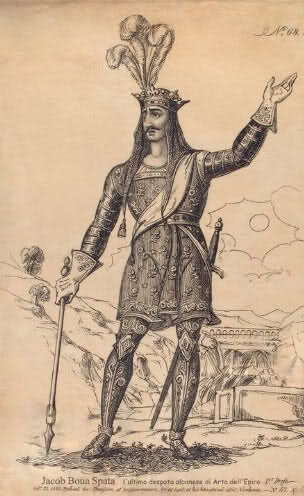
Jakub Bue Shpata war einer der letzten Angehörigen der Adelsfamilie.

Die Bue Shpata (auch Bua Spata) waren eine albanische Adelsfamilie. Die älteste schriftliche Quelle, in der ein Angehöriger dieses Geschlechts genannt wird, datiert auf das Jahr 1304. Die Bue Shpata – oder auch nur Bue oder nur Shpata genannt – gelangten unter der Regierung des serbischen Zaren Stefan Dušan (1346–1355) zu größerer Macht und Ansehen. Nikola Bue Shpata war 1345 bis 1349 Protovestarios des serbischen Zaren. Sein Sohn Pjetër I. wurde 1354 als Herr von Delvino und Angelokastron (seit 2011 ein Ortsteil von Agrinio) im Despotat Epirus genannt.
Der mächtigste Vertreter des Geschlechts war Gjin Bua Shpata (auch Ghin Bua Spata) († 1400). Seit 1358 ist er als Despot von Angelokastron und Acheloos bezeugt. Nach 1375 herrschte er auch über Arta und Lepanto.
Pjetër II. beteiligte sich unter Skanderbeg (1405–1468) an der Liga von Lezha gegen die Osmanen.
Die anderen in der zweiten Hälfte des 15. Jahrhunderts lebenden Familienmitglieder verkauften ihre kleinen Herrschaften in Griechenland und Albanien zumeist an die Republik Venedig, einige wurden auch Vasallen der Osmanen.